# Lönnaskär
Lönnaskär[källa behövs] eller Lynaskeri är en ö i Finland. Den ligger i Bottenhavet och i kommunen Björneborg i landskapet Satakunta, i den sydvästra delen av landet. Ön ligger omkring 21 kilometer nordväst om Björneborg och omkring 250 kilometer nordväst om Helsingfors.
Öns area är 63,9 hektar och dess största längd är 1,2 kilometer i sydöst-nordvästlig riktning. Ön höjer sig omkring 10 meter över havsytan.